# Strider Hiryu
Strider Hiryu (ストライダー飛竜?, Sutoraidā Hiryū) è un personaggio immaginario protagonista del videogioco Strider e dei relativi seguiti. È inoltre un personaggio giocante nella serie Marvel vs. Capcom, Namco × Capcom e Project X Zone 2.

## Sviluppo e creazione
Hiryu viene introdotto per la prima volta nel manga di Tatsumi Wada e Tetsuo Shiba pubblicato su Weekly Comic Comp. La Capcom voleva realizzare un prodotto in collaborazione con Moto Kikaku che consisteva in un manga, in un videogioco arcade e in una conversione del gioco per Famicom. Con l'aiuto di Akio Sakai e Tokuro Fujiwara, Kōichi Yotsui realizzò il protagonista della serie, un ninja ispirato al manga Kamui Gaiden di Sampei Shirato. Per differenziare l'opera da altri videogiochi sullo stesso tema, come Shinobi e Shadow Warriors, la storia venne ambientata in un futuro remoto.
La prima bozza della trama venne redatta in un hotel Hilton nel quartiere Shinjuku, a Tokyo. Le modalità di gioco furono concepite da Yotsui durante una disavventura sul tetto della sede Capcom ad Osaka.
In Strider 2, Strider Hiryu indossa un foulard/sciarpa rossa stilizzata, che diventerà un indumento accessorio caratteristico del personaggio. Il disegnatore Harumaru ha dichiarato di essersi ispirato ai fumetti della DC Comics, in particolare alle opere di Mike Mignola e Simon Bisley, e al personaggio di Spawn, nel videogioco del 2014 Strider questo indumento cambia colore per indicare all'abilità equipaggiata del protagonista.